# 熹平石経

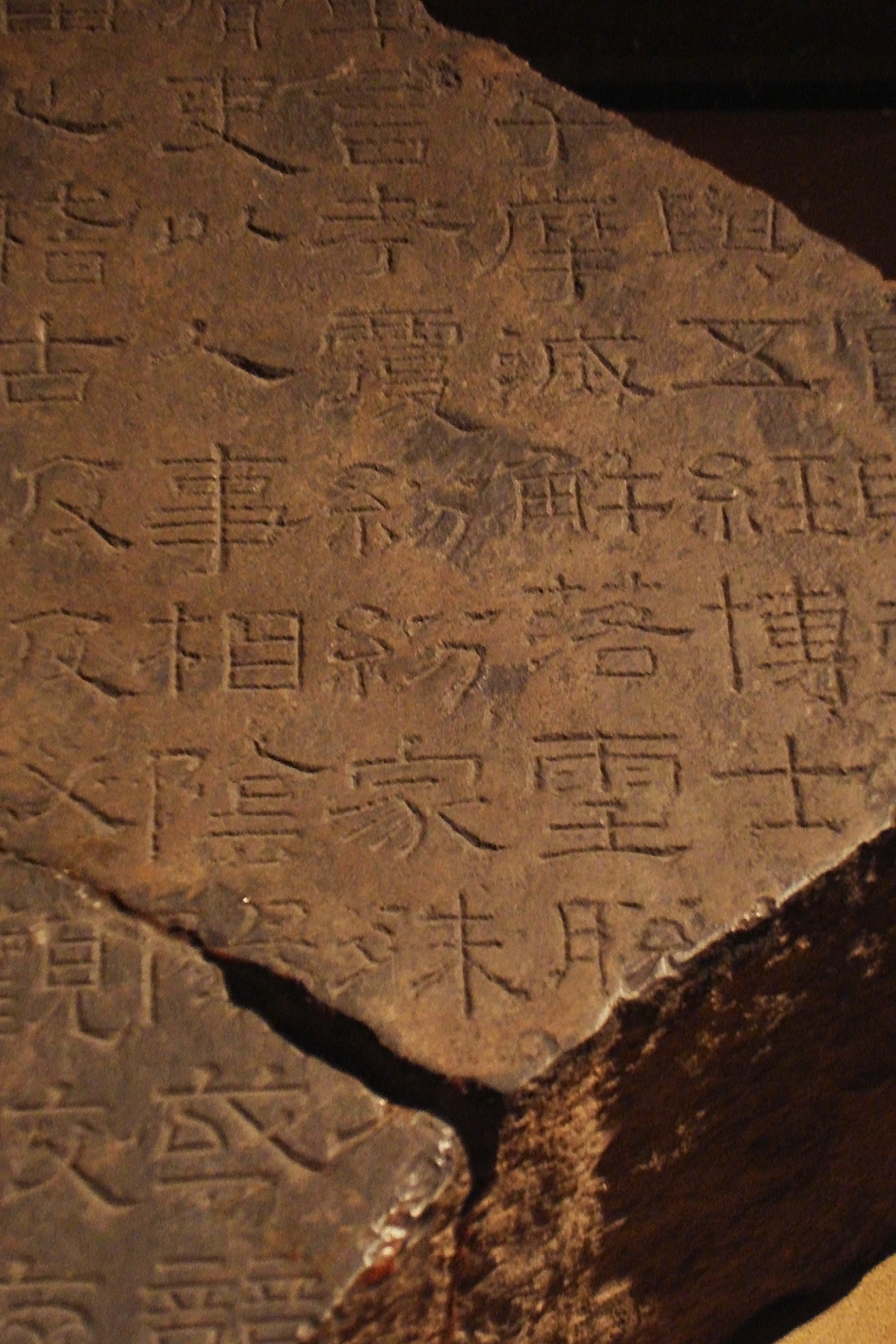
熹平石経残石（中国国家博物館蔵）

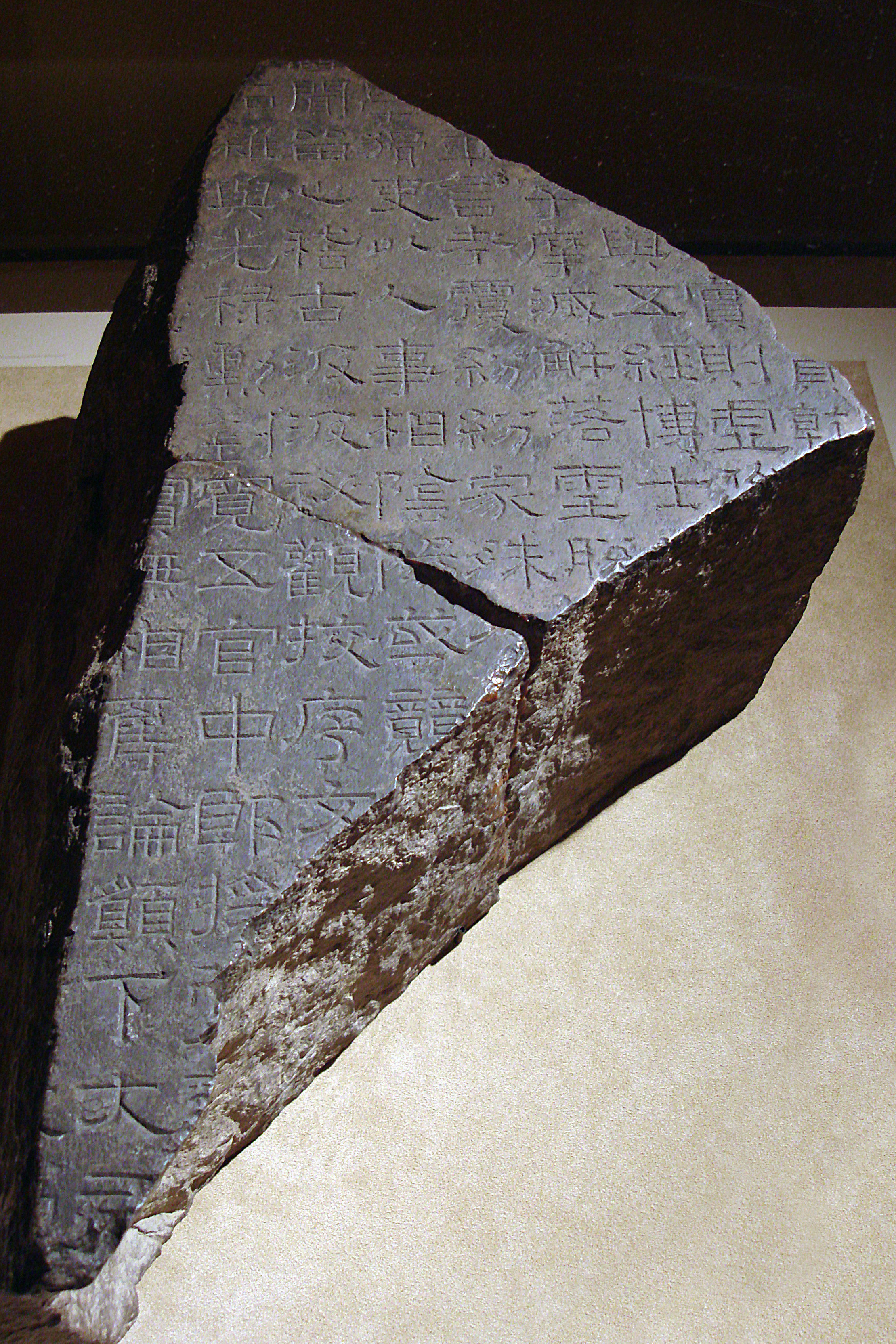
熹平石経残石（中国国家博物館蔵）

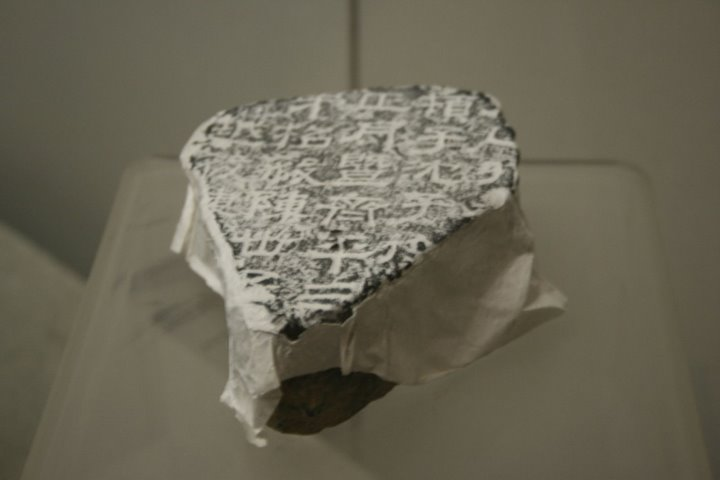
熹平石経残石（洛陽博物館蔵）

熹平石経拓片

熹平石経（きへいせきけい）とは、後漢代後期に洛陽城南太学門外に立てられた儒学七経の石経である。一字石経、今字石経とも呼ばれる。記録に残る最古の石経で、同時代の儒者蔡邕の揮毫と史書は伝える。隷書体で記述されている。

## 概要
後漢書霊帝紀及び蔡邕伝とその注によると、その由来は、熹平4年（175年）、五官中郎将の堂谿典、光禄大夫の楊賜、諫議大夫の馬日磾、議郎の蔡邕、張馴、韓説、太史令の単颺らの奏請によって儒学の経典の正訂作業が行われたことによる。儒学の各種経典は春秋戦国時代に成立したが、長い期間と特に秦代の焚書坑儒によって散逸し古来の文章が失われてしまい、俗世間には誤った文章が流布していると考えられていた。このため、漢代を通じてテキストの正誤を巡っての論争と正訂作業が続けられてきた。蔡邕らも熹平4年の詔許を得て欽定の定本を作成し、その成果を石碑に刻むことで後学が正しい字句と書体を学べるように図った。
碑列は9年めの光和6年（183年）に完成し、『易経』『論語』『尚書』『春秋』『公羊』『魯詩』『儀礼』の七経からなった。石碑46枚、高さ1丈幅4尺。両面に刻字され、毎石35行・各行70から78字。字数は計20余万字に及んだ。謹厳、方正な書風で、書道的な価値は少ないが、漢代の典型的な公文書体とされる。碑が立てられると、観覧・書写する者の車が一日に千両以上にもなり、街路をふさいだという。
董卓の長安遷都以降、多くの戦乱によって大部分が破壊されてしまい、拓本が残るのみだったが、1922年に洛陽太学遺址から100余りの残石が出土し、漢代の経書・文字研究に大きく寄与した。現在、中国国立歴史博物館、上海博物館、陝西省博物館、日本では台東区立書道博物館などに収蔵されている。